# Ronnie Clayton
Ronald Clayton, noto come Ronnie Clayton (Preston, 5 agosto 1934 – 29 ottobre 2010), è stato un calciatore inglese, di ruolo centrocampista.

## Carriera
Giocò in massima serie inglese con il Blackburn. Con la Nazionale prese parte ai Mondiali del 1958.